# Oligotricha striata
Oligotricha striata – gatunek owada wodnego z rzędu chruścików, z rodziny chruścikowatych (Phryganeidae). Larwy budują przenośne domki z części roślinnych lub detrytusu.
Larwy są drapieżne, na głowie i tułowiu widoczne wyraźne dwie ciemne pręgi. Limnebiont, występuje w jeziorach górskich, małych śródleśnych zbiornikach, zbiornikach dystroficznych i torfowiskowych, spotykany w niewielkich torfowiskowych i śródleśnych strumieniach i rowach melioracyjnych. Uważany za gatunek acidotolerancyjny. Występuje w całej Europie, z wyjątkiem Półwyspu Iberyjskiego i Półwyspu Apenińskiego, w Polsce raczej pospolity.